# 親衛隊の養成機関
親衛隊（SS）の教育及び養成機関の設立は、親衛隊全国指導者ハインリヒ・ヒムラーの野心的なエリート主義に基づき、将来の指導者を擁するためのものであった。SSが政治的組織である以上、その主要な教育内容も政治的であり、国家社会主義の教育精神に基づき、SS、SD、保安警察の教育機関では教科別に一般的な訓練と思想教育が並列して行われていた。 後にこれらの各機関及び学校は細分化され、それぞれ独立している。
1936年の秋、親衛隊特務部隊（SS Verfügungstruppe）の最初の士官学校は（バート・テルツ）に開設され、続いて1937年の夏、ブラウンシュヴァイクに2校目が開設された。組織上、親衛隊士官学校は、一般親衛隊（Allgemeine-SS）の指導者学校に相当していた。この2つの学校は、1937年8月8日から正式に「親衛隊士官学校（SS-Junkerschule）」と命名された。 これに倣いその後、SSや警察その他組織の教育機関が設立されたが、それらはSS士官学校がモデルとなっていた。SS、SD、保安警察などの他の養成学校でも、国家社会主義のイデオロギーに沿った教育が特に重視されていたが、特殊技術訓練といった点でSS士官学校の教育内容とは異なっていた。

## 各機関

### 親衛隊士官学校

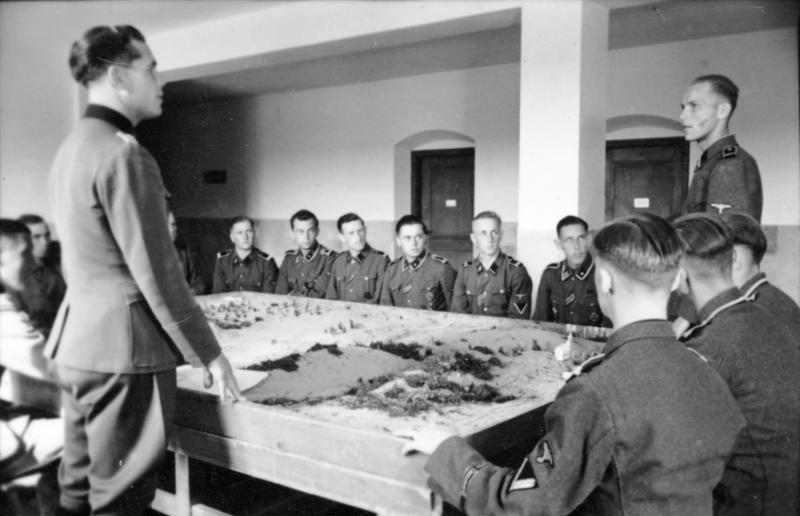
バート・テルツSS士官学校（1942年）

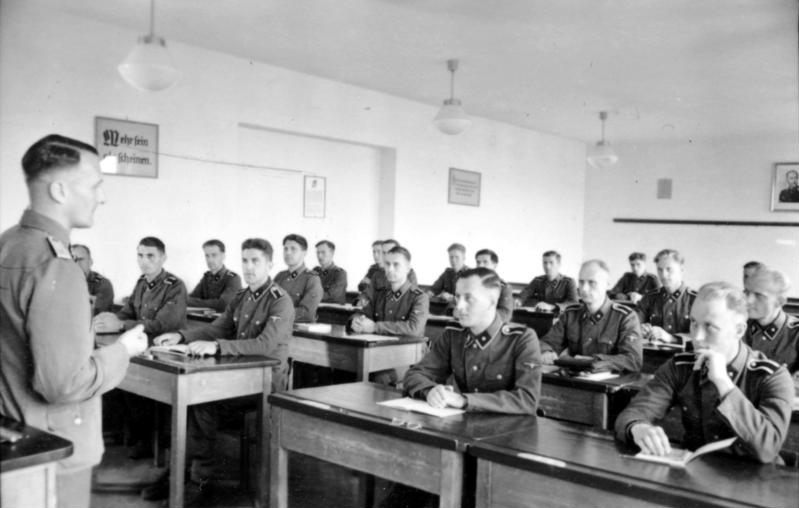
（同上）

「親衛隊士官学校（SS-Junkerschule）」は当時の国防軍の士官学校をモデルにしたものであり、第二次世界大戦中、武装親衛隊（Waffen-SS）の下級将校を養成する機関となっていた。カリキュラムには、戦術、地形と地図の研究、戦闘訓練と武器を用いた訓練、一般的な訓練（射撃、砲術）、思想教育、陸軍勤務、親衛隊・警察勤務、管理、身体訓練、兵器訓練、工兵技術、情報、戦車の操縦訓練、車両訓練、医療、パイロット教習、一般作業、ドイツ語などの科目が含まれていた。 SS士官学校の前身は、親衛隊特務部隊（SS-Verfügungstruppe）の指導者学校（Führerschulen）であり、1校目は1936年の秋にフェリックス・シュタイナーの指導のもとバート・テルツ（de）に、2校目は1937年の夏にパウル・ハウサーの指導のもとブラウンシュヴァイクに設立された。また、1938年の夏よりハウサーは士官学校の校長を兼任し、運営の効率化を図っている。
1937年8月8日、指導者学校は正式に「親衛隊士官学校（SS-Junkerschule）」と改称され、1940年6月からは親衛隊髑髏部隊（SS-Totenkopfverbände）、各親衛隊本部（SS-Hauptämtern）、親衛隊特務部隊は統合され、SSの包括的な再編の一環として「武装親衛隊（Waffen-SS）」が発足した。1943年の夏、クラーゲンフルトに3つ目の士官学校が開設され、1944年6月1日に「クラーゲンフルト親衛隊兵器及び士官学校」と改称された。テルツ士官学校とともに、外国人の候補者を養成する役割も担っており、クラーゲンフルトの士官学校では所謂「外人義勇部隊」の訓練を担っていた。1944年の春には、「プラハ＝デヴィッツ（de）親衛隊士官学校（SS-Junkerschule Prag-Dewitz）」が設立された。

### 親衛隊医学アカデミー
「親衛隊医療学校（SS-Ärztliche Junkerschule）」は、1935年3月初旬、ベルリンに設立された。この機関は、一般SSやSS特務部隊の管理下にはなく、エルンスト＝ロベルト・グラヴィッツが直接運営していた。1937年より「親衛隊医学アカデミー（Medizinische Akademie der SS）」に改称され、1939年の秋にグラーツに移転した。

### 親衛隊経済管理部指導者学校
1935年の夏、ダッハウに「親衛隊経済管理部指導者学校（Führerschule des Wirtschafts-Verwaltungsdienstes）」が「ダッハウ親衛隊管理」学校（SS-Verwaltungsschule Dachau）として開設された。この管理学校は、1935年5月3日に設立された「ミュンヘン親衛隊管理部（SS-Verwaltungsamt München）」に所属していた。SS管理学校は、ダッハウ強制収容所に隣接した親衛隊髑髏部隊の建物に設置されていたが、当時はSS特務部隊の訓練施設も兼ねていた。 SS管理学校では、管理部門の指導者が育成され、参加者は一般親衛隊や武装親衛隊員（一部は髑髏部隊からも来ている）からなり、親衛隊上級地区（SS-Oberabschnitte）や各SS中隊に配属されていた。生徒は23歳以上で、親衛隊少尉以下の非士官に限定されていた。 第二次世界大戦中、ダッハウのSS管理学校は解体され、バート・アーロルゼンで親衛隊経済管理学校として再編成されている。この学校は、オズヴァルト・ポールのSS経済管理本部に直属していた。

### 親衛隊下士官学校
武装親衛隊には士官学校の他、下士官を養成する「親衛隊下士官学校（SS-Unterführerschule）」が存在していた。SS下士官学校のモデルは、1937年に解散したSS髑髏部隊の「ダッハウ親衛隊下士官学校（SS-Unterführerschule Dachau）」であった。その後、第二次世界大戦中に、アーネム、リュブリャナ、ルブリニェツ（de）、ポーゼンの各地にSS下士官学校が設立された。

### 武装親衛隊職業訓練学校
「武装親衛隊職業訓練学校（Berufsschulen der Waffen-SS）」は、武装SS隊員が民間で就職する場合に資格などを習得させる補助機関として設立された。前身はシュヴァルツヴァルトのザンクト・ゲオルゲン（de）にあるSS特務部隊職業訓練学校であり、SS特務部隊の「補助労働兵舎（Hilfswerklager）」の中に設立された機関である。 武装SSの設立後、ザンクト・ゲオルゲンの学校は「武装親衛隊職業学校（Berufsschule der Waffen-SS）」となり、この種の訓練機関はその後、ハンブルク、ミュンヘン北部のシュライスハイム、ミトヴァイダなどに設立された。

### 保安警察諜報部及びSD指導者学校
親衛隊保安部（SD）は下級指導者の養成のため、ベルリン近郊のベルナウ（de）に「保安警察諜報部及びSD指導者学校（Sicherheitsdienstes der Sicherheitspolizei und des SD Führerschule）」を設立していた。国家保安本部（RSHA）の管理下にあり、SS士官学校の校長であるハウサーには運営の権限はなかった。 本校も他のSS養成機関をモデルに設立され、ベルリン＝シャルロッテンブルクにある「保安警察及びSD指導者学校（Führerschule der Sicherheitspolizei und des SD）」の他
- 「ドレーゲン保安警察学校（Sicherheitspolizeischule Drögen）」
- 「SS保安部学校（Sicherheitsdienstschule）」
- 「保安警察及びSD通信学校（Funkschule der Sipo und des SD）」
- 「射撃学校（Schießschule）」
- 「スポーツ学校（Sportschule）」
- 「国境警察学校（Grenzpolizeischule）」
- 「保安警察及びSD全国学校（Reichsschule der Sipo und des SD）」
- 「 憲兵隊自動車教習所（Gendarmerie-Kraftfahrschule）」

などが設立された。
1943年4月、ネポムクの通信学校は保安警察学校ドレーゲンに統合され、国境警察学校は閉鎖された。その人員もドレーゲン保安警察学校に移された。試験に合格した後も、これら指導者学校の生徒は警察訓練に加えて軍事技術を習得するために、武装SSの士官学校で軍事訓練を受けることが多かった。